# Danh sách đĩa nhạc của Namthip Jongrachatawiboon
Dưới đây là danh sách các album, bài hát và video ca nhạc của Namthip Jongrachatawiboon.

## Danh sách album

### Album phòng thu
| Album             | Danh sách bài hát |
| ----------------- | --- |
| Unbravable Woman  | 1. Rueng suan tua: เรื่องส่วนตัว 2. Poo ying...mai kla: ผู้หญิง...ไม่กล้า 3. Sua dum kub jean: เสื้อดำกับยีนส์ 4. Pen kong ter: เป็นของเธอ 5. Natee sood tai: นาทีสุดท้าย 6. Loon: ลุ้น 7. Klua: กลัว 8. Khon jai ngao: คนใจเหงา 9. Sai pai: สายไป 10. Kub torb kuer ruk: คำตอบคือรัก |
| B2                | 1. Roo kae jai: รู้แก่ใจ 2. Dok yah: ดอกหญ้า 3. Koi koi ruk: ค่อยๆรัก 4. Pok pid: ปกปิด 5. Pen jai hai ruk kun: เป็นใจให้รักกัน 6. Duer: ดื้อ 7. Krai suk khon: ใครสักคน 8. Kum tob: คำตอบ 9. Lok ngieb: โลกเงียบ 10. Chai nai fhun: ชายในฝัน 11. Tah: ท้า 12. Wun tee mai luer krai: วันที่ไม่เหลือใคร |
| B The Best        | 1. Khon long tang: คนหลงทาง (OST 'Wi marn din') 2. Luer pieng nam ta: เหลือเพียงน้ำตา (OST 'Wi marn din') 3. Poo ying mai kla: ผู้หญิงไม่กล้า 4. Kae kra-jok kun: แค่กระจกกั้น 5. Dok yah: ดอกหญ้า 6. Krai suk kon: ใครสักคน 7. Mai tong wung dee: ไม่ต้องหวังดี 8. Koi koi ruk: ค่อยๆรัก 9. Sua dum kub jean: เสื้อดำกับยีนส์ 10. Lhok ngieb: โลกเงียบ 11. Pen kong ter: เป็นของเธอ 12. Pen jai hai ruk kun: เป็นใจให้รักกัน 13. Kum-torb kuer ruk: คำตอบคือรัก 14. Kwam ruk dern tang: ความรักเดินทาง |
| OST-Prai Prattana | 1. Pradtana: ปรารถนา (OST - Prai Pradtana - พรายปรารถนา) 2. Jai yark bok: ใจอยากบอก (OST - Prai Pradtana - พรายปรารถนา) 3. Kae kra-jok kun: แค่กระจกกั้น 4. Dok yah: ดอกหญ้า 5. Natee sood tai: นาทีสุดท้าย 6. Koi koi ruk: ค่อยๆรัก 7. Krai suk kon: ใครสักคน 8. Lhok ngieb: โลกเงียบ 9. Khon jai ngao: คนใจเหงา 10. Bun tuek raaw: บันทึกร้าว 11. Pen kong ter: เป็นของเธอ 12. Loon: ลุ้น 13. Poo ying mai kla: ผู้หญิงไม่กล้า 14. Mai tong wung dee: ไม่ต้องหวังดี |
| Her Song          | Đĩa 1: 1. Ruk ter tee sood (You're the one): Mint รักเธอที่สุด 2. Pueng roo wa ruk: Nui Nuntakarn เพิ่งรู้ว่ารัก 3. Kae krajok kun: Bee Namthip แค่กระจกกั้น 4. Kub kon ni sia mai dee: Earn Kulyakorn กับคนนิสัยไม่ดี 5. Tob dai mai: Nui Nuntakarn ตอบได้ไหม 6. Koi koi ruk: Bee Namthip ค่อยๆรัก 7. Puean ruk: Earn Kulyakorn เพื่อนรัก 8. Mai mee krung sood tai: Mint ไม่มีครั้งสุดท้าย 9. Dok yah: Bee Namthip ดอกหญ้า 10. Rueng kae nee: Nui Nuntakarn เรื่องแค่นี้ 11. Klied kwam wun wai: Earn Kulyakorn เกลียดความหวั่นไหว 12. Jai yark bork: Bee Namthip ใจอยากบอก 13. Ter mod jai: Nui Nuntakarn เธอหมดใจ 14. Nae jai wa ruk: Mint แน่ใจว่ารัก Đĩa 2: 1. Poo ying mai kla: Bee Namthip ผู้หญิงไม่กล้า 2. (Keb jai sai) koon jae: Nui Nuntakarn (เก็บใจใส่) กุญแจ 3. Khon pised: Mint คนพิเศษ 4. Wun nun: Nui Nuntakarn วันนั้น 5. Kor tode: Earn Kulyakorn ขอโทษ 6. Nork jai: Mint นอกใจ 7. Bun tuek raw: Bee Namthip บันทึกร้าว 8. Ter yoo nai: Nui Nuntakarn เธออยู่ไหน 9. Khon jai ngao: Bee Namthip คนใจเหงา 10. Jon Kwa ja pob kun mai: Earn Kulyakorn จนกว่าจะพบกันใหม่ 11. Rang wal tee ying yai: Mint รางวัลที่ยิ่งใหญ่ 12. Kwam ruk dern tang: Bee Namthip ความรักเดินทาง 13. Kwa Ja roo: Earn Kulyakorn กว่าจะรู้ 14. Ruk ter mark luey: Nui Nuntakarn รักเธอมากเลย |

### Video ca nhạc
- 1999: "Rak Mak Kern Pai" - Nawin Tar
- 1999: "Ying Tou Ying Suay" - Blackhead
- 1999: "Spec" - Boy & Girl
- 1999: "Mai Chai Luey" - OHO
- 2000: "Tong Mai Rub" - Dunk Pankurn
- 2005: "Tao Tee Mee" - Suer Thanapol
- 2009: "Mai Luer Hed Pol Ja Rak" - Gam Witchayanee